# Pandur (Soldat)

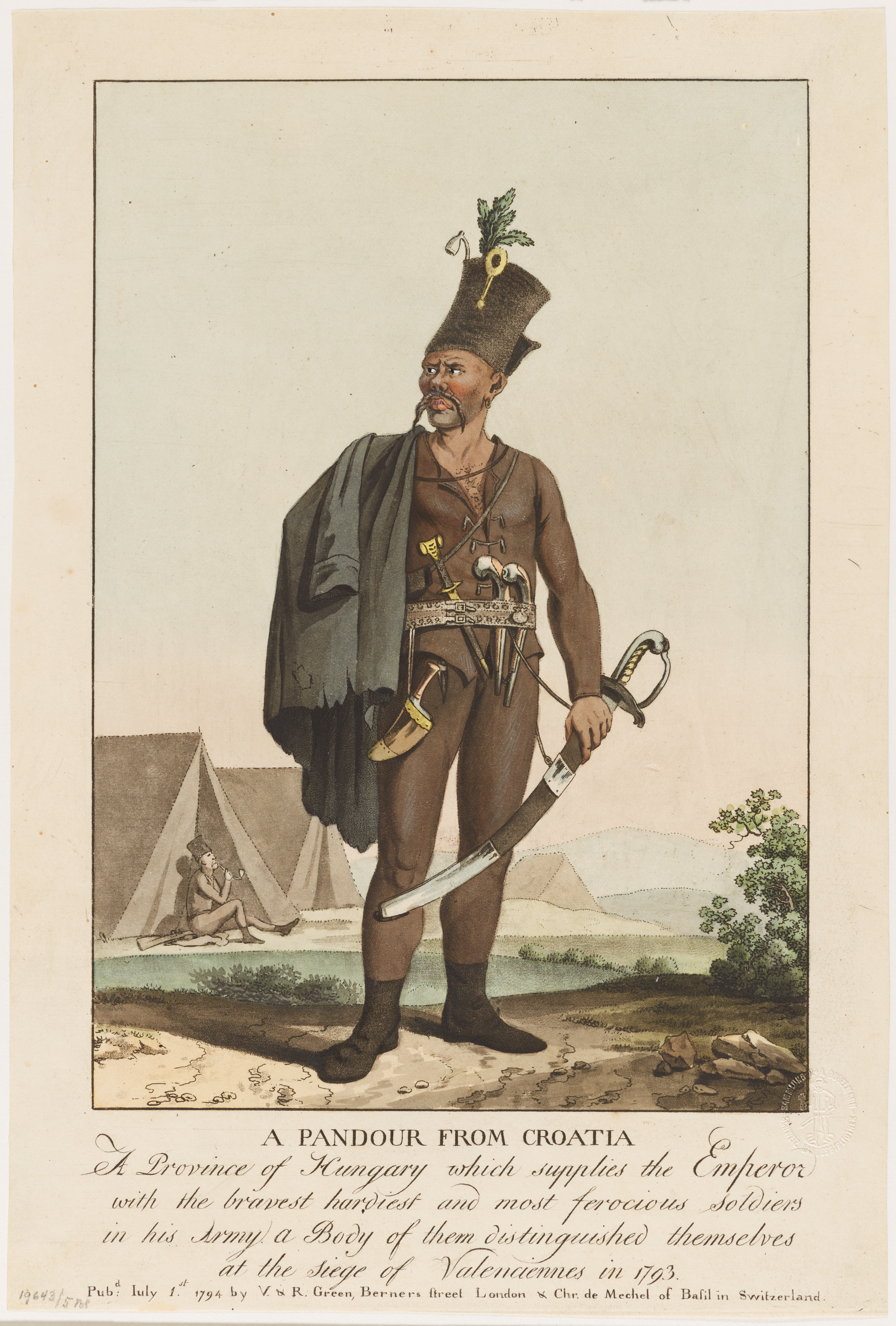
Kroatischer Pandur in zeitgenössischer Darstellung (1794)

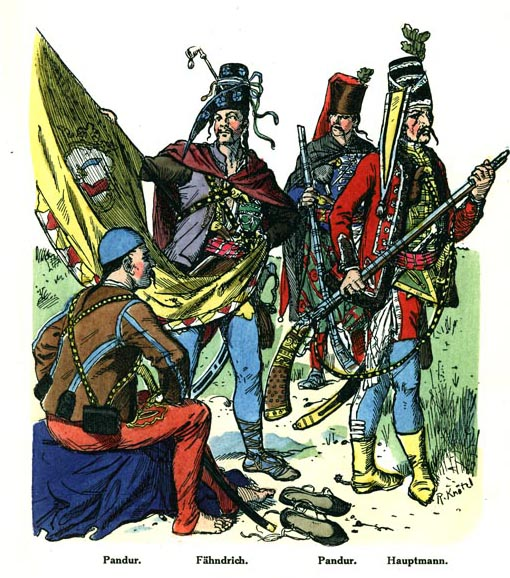
Panduren im Dienst der Habsburgermonarchie um 1742 (nichtzeitgenössische Darstellung)

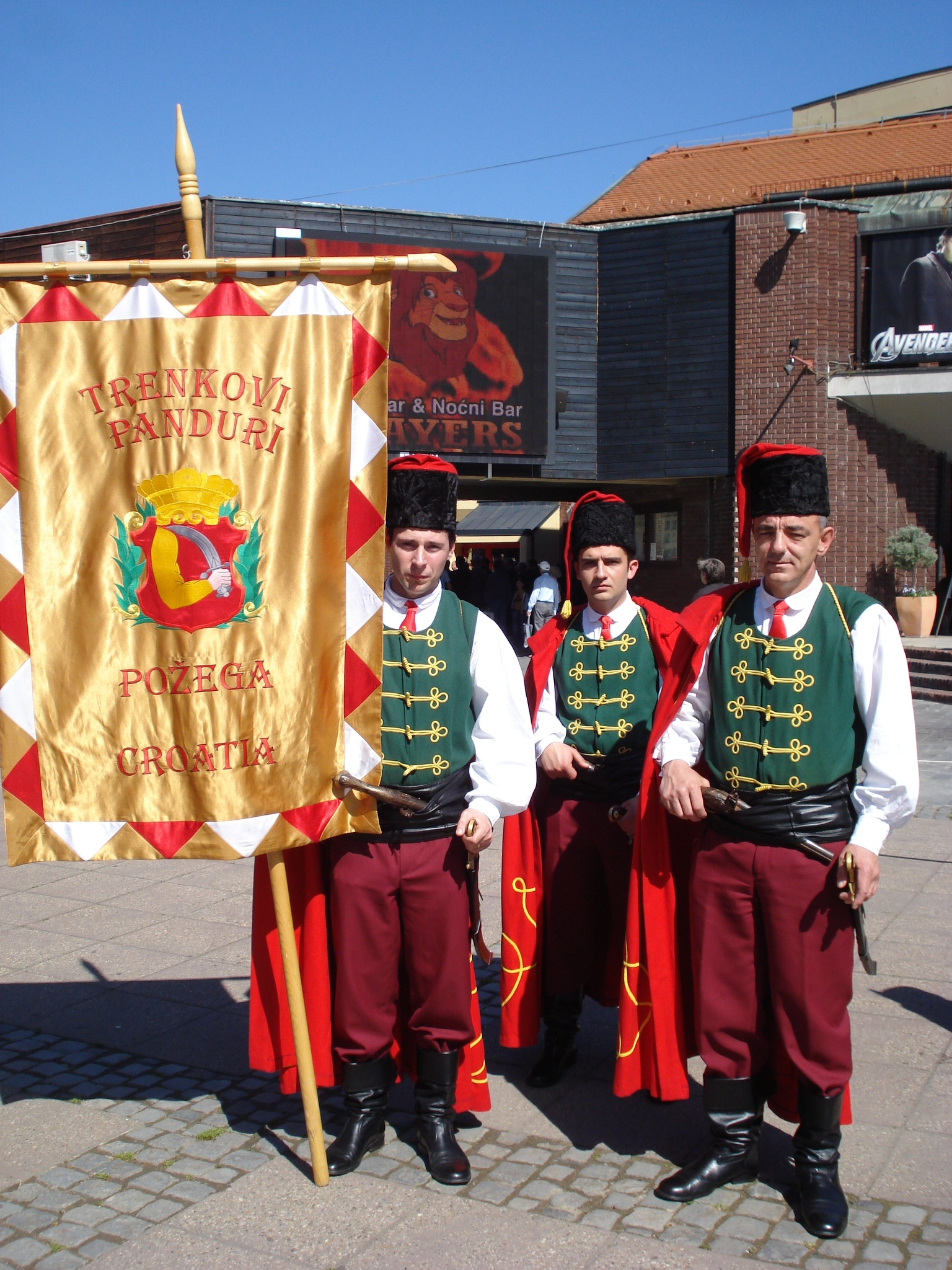
Mitglieder des Vereins "Trencks Panduren" aus Požega (2012)

Pandur (ungarisch pandúr; von lateinisch banderium für Banner) bezeichnete im 17. und 18. Jahrhundert einen bewaffneten Leibwächter kroatischer Adliger in Slawonien sowie einen Angehörigen einer kaiserlich-österreichischen Militäreinheit in den Schlesischen Kriegen. „Pandur“ bedeutet „Polizist“ im heutigen Ungarischen, wohingegen es in der Vergangenheit ein breites Wort für verschiedene bewaffnete Einheiten war.

## Geschichte
Im 17. und 18. Jahrhundert wurden in der Habsburgermonarchie Soldaten von der Militärgrenze gegen das Osmanische Reich, zumeist Kroaten, Rumänen, Serben und Ungarn, als Panduren bezeichnet. In Ungarn, Kroatien, Serbien oder der Walachei wurden sie auch als Polizeitruppen verwandt. In Serbien etwa hat sich Pandur als negative Bezeichnung für Polizisten bis heute erhalten. Der Begriff Pandur leitet sich wahrscheinlich von den Banderien ab, nur mit dem Unterschied, dass im 17. Jahrhundert die Panduren leichte Fußsoldaten stellten. Das ursprüngliche Konzept war jedoch das gleiche, sie waren private Truppen bzw. Privatmilizen von zumeist ungarischen Adeligen.
Aus diesen wurde unter Franz Freiherr von der Trenck eine wegen ihrer Gräueltaten berüchtigte österreichische Freischar in den Schlesischen Kriegen zusammengestellt. Franz Freiherr von der Trenck stellte seine Truppe vorwiegend aus Bewohnern der Ortschaften zusammen, in denen er seine Güter hatte (in den kroatischen Orten Pakrac, Nuštar, Brestovac bei Požega und den Gebieten um Osijek). Da dieser Teil Kroatiens erst wenige Jahre zuvor in das Reich der Habsburger eingegliedert worden war und bis dahin über einen Zeitraum von 150 Jahren unter türkischer Herrschaft stand, war die lokale Bevölkerung der türkischen Militärkultur entsprechend bekleidet und ausgestattet. 
Die Panduren trugen türkische Flinten, Säbel, verschiedene Arten von Pistolen und lange „Jatagan“ genannte Messer. Baron von der Trenck sah in dieser ungewöhnlichen Ausrüstung einen Vorteil, weil nach seiner Ansicht dieses fremdländische Aussehen eine entsprechende psychologische Wirkung auf die Gegner hatte. Wegen ihrer roten Mäntel nannte man die Panduren auch gelegentlich „Rotmäntler“ oder „Rote Kapuziner“.
Im Jahr 1756 ging diese militärische Einheit in ein Regiment der ungarischen Infanterie des stehenden Heeres über. In der darauf folgenden Zeit wurden das Erscheinungsbild und die Ausrüstung der Soldaten denen der österreichisch-ungarischen Streitkräfte angepasst. Unter der letzten Bezeichnung k.u.k. Ungarisch-Kroatisches Infanterie Regiment „Dankl“ Nr. 53 bestand diese Einheit bis 1918 mit einer Garnison in Agram (heute Zagreb).
Andere bekannte Pandurenführer waren Karađorđe, der Anführer des serbischen Aufstandes von 1804, Tudor Vladimirescu, der Anführer des rumänischen Aufstandes von 1821, oder der ungarische Panduren- und späterer Banditenführer Sándor Rózsa. Hier war die Grenze zu den Heiducken oft sehr fließend und viele Heiducken dienten auch als Panduren für den österreichischen oder osmanischen Verwaltungsapparat.

## Rezeption in der Kunst
Der Augsburger Kupferstecher Martin Engelbrecht brachte eine Kupferstichserie über „exotische“ Soldaten am deutschen Kriegsschauplatz heraus, welche an den Schlesischen Kriegen teilnahmen (Theatre de la milice etrangere; Schaubühne verschiedener in Teutschland bishero unbekannt gewester Soldaten von ausländischen Nationen), wobei die Panduren eine zentrale Rolle spielen. Die Serie umfasst rund einhundertfünfzig Einzelblätter mit Darstellungen irregulärer Truppen aus der Zeit des Österreichischen Erbfolgekrieges. Neben „Sclavonischen“ Tolpatschen, Kroaten, Panduren und Haiducken sind auch einige „Bergschotten“ zu sehen. Jedes Blatt ist mit einem erklärenden Vierzeiler versehen, der häufig auf die „Fremdheit“ und „Neuartigkeit“ der dargestellten Krieger hinweist. Durch ihre „Kostümierung“ erscheinen die repräsentierten Figuren gleichsam wie von Schauspielern verkörperte Rollen. Engelbrechts Serie bediente offenbar eine besondere Nachfrage nach „exotischem“ Bildmaterial über die Akteure des damaligen Krieges und kann – die Vielzahl der Nachahmer betrachtend, die sein Werk gefunden hat – als außerordentlich erfolgreich eingestuft werden. Die Serie ist im Wiener Heeresgeschichtlichen Museum ausgestellt.
Eine kolorierter Punzenstich nach Vinzenz Georg Kininger in den Kleidertrachten der Kaiserlichen Königlichen Staaten bei T. Mollo, 1803–1821, Tafel 50 stellt einen Rotmantel in Gefechtsbereitschaft dar.